# گوروو
گوروو (به فرانسوی: Gorrevod) یک کمون در فرانسه است که در Canton of Pont-de-Vaux واقع شده‌است.

## خصوصیات
گوروو ۶٫۸۸ کیلومترمربع مساحت و ۷۳۷ نفر جمعیت دارد و ۲۳۶ متر بالاتر از سطح دریا واقع شده‌است.